# أمبروز مكارثي باترسون
أمبروز مكارثي باترسون (بالإنجليزية: Ambrose McCarthy Patterson) هو رسام أسترالي وأمريكي، ولد في 29 يونيو 1877 في Daylesford, Victoria ‏ في أستراليا، وتوفي في 26 ديسمبر 1967 في سياتل في الولايات المتحدة.